# فرنك كونتريرز
فرنك كونتريرز (بالإنجليزية: Franc Contreras)‏ هو صحفي أمريكي، ولد في 15 ديسمبر 1962.